# Cleta
Cleta (Cleta/Lebutun) ist eine osttimoresische Siedlung im Suco Betulau (Verwaltungsamt Lequidoe, Gemeinde Aileu). Die Siedlung Cleta liegt an der Nordgrenze der Aldeia Lebutun zum Suco Acubilitoho, in einer Meereshöhe von 1059 m. Bis 2015 war auch Cleta Teil des Sucos Acubilitoho. Eine kleine Straße verbindet Cleta mit dem Dorf Lebutun im Süden und mit der Siedlung Hautbititalau im Norden, im Suco Acubilitoho.